# Anurophorus alpinus
Anurophorus alpinus är en urinsektsart som beskrevs av Potapov och Sophya K. Stebaeva 1990. Anurophorus alpinus ingår i släktet Anurophorus och familjen Isotomidae. Inga underarter finns listade i Catalogue of Life.